# Niviventer langbianis
Niviventer langbianis és una espècie de mamífer rosegador de la família dels múrids. Viu a altituds d'entre 200 i 2.800 msnm a l'Índia, Laos, Myanmar, Tailàndia, el Vietnam i la Xina. Es tracta d'un animal arborícola. El seu hàbitat natural són els boscos de diferents tipus. És una espècie en risc mínim, és a dir, no sembla que hi hagi cap amenaça significativa per a la seva supervivència. El seu nom específic, langbianis, significa ‘de Lang Bian’ en llatí.